# Rodolphe Von Berg
Rodolphe Von Berg (4 de octubre de 1993) es un deportista estadounidense que compite en triatlón.
Ganó una medalla en el Campeonato Mundial de Ironman de 2024. Además, obtuvo una medalla en el Campeonato Mundial de Ironman 70.3 de 2019 y tres medallas en el Campeonato Europeo de Ironman 70.3 entre los años 2018 y 2021.

## Palmarés internacional
| Campeonato Mundial | Campeonato Mundial     | Campeonato Mundial | Campeonato Mundial |
| Año                | Lugar                  | Medalla            | Prueba             |
| ------------------ | ---------------------- | ------------------ | ------------------ |
| 2024               | Hawái (Estados Unidos) | Medalla de bronce  | Individual         |

| Campeonato Mundial | Campeonato Mundial  | Campeonato Mundial | Campeonato Mundial |
| Año                | Lugar               | Medalla            | Prueba             |
| ------------------ | ------------------- | ------------------ | ------------------ |
| 2019               | Niza (Francia)      | Medalla de plata   | Individual         |
| Campeonato Europeo |                     |                    |                    |
| Año                | Lugar               | Medalla            | Prueba             |
| 2018               | Elsinor (Dinamarca) | Medalla de oro     | Individual         |
| 2019               | Elsinor (Dinamarca) | Medalla de oro     | Individual         |
| 2021               | Elsinor (Dinamarca) | Medalla de plata   | Individual         |